# تابع مکعبی

نمودار تابع مکعبی با سه ریشه حقیقی.

 تابع مکعبی (انگلیسی: Cubic function) در ریاضیات به تابعی به فرم  {\displaystyle f(x)=ax^{3}+bx^{2}+cx+d} گفته می‌شود که ضرایب a و b و c و d مقادیری حقیقی بوده و متغیر x مقادیر حقیقی می‌پذیرد. a ≠ ۰ 
در صورتی که f(x) = ۰ قرار گیرد، ریشه‌های تابع به دست می‌آیند.
یک تابع مکعبی حداقل یک ریشه حقیقی و حداکثر سه ریشه حقیقی می‌تواند داشته باشد.
طول مختصاتی نقطه عطف این تابع از {\displaystyle x={\frac {-b}{3a}}} و عرض مختصاتی آن با جایگذاری x به دست می‌آیند و این نقطه در دامنه تابع، یکتا است.
این تابع با توجه به ضابطه‌اش، می‌تواند صفر یا یک یا دو نقطه بحرانی داشته باشد که با قرار دادن f′(x) = ۰ مختصات آنها به دست می‌آیند.

## طبقه‌بندی نمودار تابع

تنوع نمودار تابع درجه سوم

با اینکه ضابطه تابع، از چهار پارامتر تشکیل شده‌است ولی از نظر نمودار هندسی، بر اساس فرم
{\displaystyle f(x)=x^{3}+px}
به سه نوع دسته‌بندی می‌شوند.
در صورتی که {\displaystyle p<0} باشد، نمودار شامل دو نقطه بحرانی است.
در صورتی که {\displaystyle p=0} باشد، نمودار شامل یک نقطه بحرانی است.
در صورتی که {\displaystyle p>0} باشد، نمودار نقطه بحرانی ندارد.